# Sabulodes contemnaria
Sabulodes contemnaria là một loài bướm đêm trong họ Geometridae.